# Махдія (Гаяна)
Махдія (англ. Mahdia) — населений пункт в державі Гаяна. Адміністративний центр регіону Потаро-Сипаруні.

## Географія
Населений пункт розташований в глибині континенту, на річці Потаро.

### Клімат
Місто знаходиться у зоні, котра характеризується вологим тропічним кліматом. Найтепліший місяць — жовтень із середньою температурою 25.7 °C (78.3 °F). Найхолодніший місяць — січень, із середньою температурою 24.2 °С (75.6 °F).
| Клімат Махдії           | Клімат Махдії | Клімат Махдії | Клімат Махдії | Клімат Махдії | Клімат Махдії | Клімат Махдії | Клімат Махдії | Клімат Махдії | Клімат Махдії | Клімат Махдії | Клімат Махдії | Клімат Махдії | Клімат Махдії |
| Показник                | Січ.          | Лют.          | Бер.          | Квіт.         | Трав.         | Черв.         | Лип.          | Серп.         | Вер.          | Жовт.         | Лист.         | Груд.         | Рік           |
| Середній максимум, °C   | 29,3          | 29,6          | 30            | 29,8          | 29,5          | 29            | 29,1          | 29,9          | 30,8          | 31,5          | 30,9          | 29,8          | 29,9          |
| Середня температура, °C | 24,2          | 24,4          | 24,7          | 24,8          | 24,8          | 24,5          | 24,4          | 24,9          | 25,4          | 25,7          | 25,5          | 24,7          | 24,8          |
| Середній мінімум, °C    | 20,3          | 20,2          | 20,7          | 21            | 21,3          | 21,1          | 20,6          | 20,8          | 20,9          | 21,2          | 21,2          | 20,7          | 20,8          |
| Норма опадів, мм        | 300.9         | 228.2         | 243.7         | 304.4         | 482.7         | 497.1         | 393.2         | 274.1         | 143.4         | 139.8         | 173.9         | 300.1         | 3481.5        |
| Днів з опадами          | 19,2          | 12,8          | 14            | 16,2          | 24,9          | 23            | 26,5          | 20,2          | 13,7          | 12,9          | 14,6          | 18,9          | 216,9         |
| Вологість повітря, %    | 78.4          | 75.9          | 75.4          | 77.8          | 81.7          | 83.1          | 81.7          | 79.6          | 76.7          | 75.8          | 76.7          | 78.5          | 78.4          |
| ----------------------- | ------------- | ------------- | ------------- | ------------- | ------------- | ------------- | ------------- | ------------- | ------------- | ------------- | ------------- | ------------- | ------------- |
| Джерело: Weatherbase    |               |               |               |               |               |               |               |               |               |               |               |               |               |

## Історія
Населений пункт був утворений в 1884 році, коли після ліквідації інституту рабства в ці місця в пошуках золота прибули з інших регіонів колишні чорношкірі раби. Згодом в цих місцях розташувалася «British Consolidated Mining Company», завдяки чому тут з'явилися адміністративні будівлі. У 1933 році через Потаро був побудований висячий міст, і Мадія отримала сухопутний зв'язок з Бартикою (до цього сюди можна було дістатися тільки по воді).

## Населення
У 2002 році тут проживало 1617 чоловік.

## Економіка
Економіка Махдії заснована на видобутку золота та алмазів.